# XL Center
Le XL Center (auparavant Hartford Civic Center) est une salle omnisports et un centre de convention situé à Hartford, dans l'État du Connecticut, détenu par la ville de Hartford et exploité par le Northland Investment Corporation/Anschutz Entertainment Group sous contrat avec la Connecticut Development Authority. L'aréna se classe au 28e rang des plus grandes arènes du basket-ball universitaire américain. Originellement situé de façon adjacente à un centre commercial, le Civic Center Mall, qui fut démoli en 2004, fut construit à l'origine en 1975 et consistait en deux sections : le Veterans Memorial Coliseum et l'Exhibition Center.
Récemment, le Connecticut Development Authority (CDA) a débattu pour savoir qui sera le gérant de l'arène à partir de 2007-08 jusqu'en 2012-13. Les requérants étaient:
- L'ancien propriétaire des Whalers de Hartford Howard Baldwin et Global Spectrum
- Northland Investment Corp. et Anschutz Entertainment Group (AEG)
- Madison Square Garden

Le 21 mars 2007, le CDA a choisi la proposition de Northland/Anschutz Entertainment Group. Il a été révélé que Northland assumera la totale responsabilité du bâtiment.
En décembre 2007, les droits d'appellation sont vendus à XL Insurance.

## Veterans Memorial Coliseum
Le Coliseum est la patinoire à plein temps des Wolf Pack de Hartford de la Ligue américaine de hockey et le parquet à temps partiel des équipes masculine et féminine de basket-ball de l'Université du Connecticut, les UConn Huskies. 
Il a été le domicile des Sea Wolves de la Nouvelle-Angleterre de l'Arena Football League ainsi que le berceau des Whalers de la Nouvelle-Angleterre/Hartford de l'Association mondiale de hockey (AMH) et de la Ligue nationale de hockey (LNH) entre 1975-1978 et 1980-1997. D'autres équipes ont été locataires comme les Blizzard de la Nouvelle-Angleterre de l'ABL entre 1996-1998, et occasionnellement les Celtics de Boston entre 1975 et 1995.
L'arène siège 15 635 personnes pour le hockey sur glace, 16 294 pour le basket-ball, 16 606 pour les center-stage concerts, 16 282 pour les end-stage concerts, et 8 239 pour les 3/4-end stage concerts, puis dispose de 46 suites de luxe et un Coliseum Club de 310 sièges.
Le bâtiment fut initialement construit en 1975, il pouvait asseoir 10 507 spectateurs pour le hockey sur glace, et a servi de patinoire aux Whalers de la Nouvelle-Angleterre pendant trois ans. Le toit s'est effondré au cours d'une forte tempête de neige dans la matinée du 18 janvier 1978, causant de graves dommages. La salle fut rénovée et rouverte le 17 janvier 1980.
Ces dernières années, l'arène fut améliorée avec un nouveau tableau d'affichage disposant de quatre écrans Sony Jumbotron et système acoustique moderne.

### Nouvelle arène
Avec un XL Center approchant de son 30e anniversaire, les dirigeants de Hartford pensent à son remplacement. En 2006, Lawrence Gottesdiener proposait d'acheter les Penguins de Pittsburgh afin de les déplacer dans une nouvelle patinoire à Hartford, mais cela ne s'est pas concrétisé. Depuis, le maire Eddie Pérez et James Amann continue d'étudier la possibilité de construire une nouvelle arène dans la ville.

## Exhibition Center
Le Exhibition Center est constitué d'un hall d'exposition de 6 397 mètres carrés, d'un hall d'assemblée de 1 494 mètres carrés qui peut se diviser en deux salles de réunion, en plus de sept salles de réunion totalisant 687 mètres carrés et deux halls totalisant 570 mètres carrés. Il est utilisé pour les salons, congrès, banquets, réunions et autres événements. 
Les abords du centre commercial (Civic Center Mall) ont été démolis en 2004 et remplacés par des boutiques et une tour résidentielle de 36 étages qui a ouvert en 2006. Le 18 décembre 2007, une annonce a été faite disant que le Hartford Civic Center fera l'objet d'un changement de nom. Avec effet immédiat, l'arène est désormais connue sous le nom de XL Center, grâce à un contrat de 6 ans avec la compagnie d'assurance, XL Capital.

## Événements
- Championnats du monde de patinage artistique 1981
- Tournoi de basket-ball masculin de la Big East Conference, 1982
- 38e Match des étoiles de la Ligue nationale de hockey, 4 février 1986
- Tournoi de basket-ball masculin de la America East Conference, 1988-1990
- WrestleMania XI, 2 avril 1995
- Survivor Series 1990, 22 novembre 1990
- WWE No Way Out, 27 février 2000
- WWE Vengeance, 11 juillet 2004
- Skate America 2006, du 26 au 29 octobre 2006
- Tournoi de basket-ball féminin de la Big East Conference, 2009
- Concert de Rihanna le 15 mars 2013 lors de son (Diamonds World Tour)